# フェンダー・アンプ
この項ではフェンダーが開発、販売している楽器用アンプについて詳説する。

## 黎明期のフェンダー・アンプ
フェンダー・アンプには時期によって大まかないくつかのタイプが存在する。まずは「Champion 600」「Model 26」などの黎明期のアンプがある。これらはプロト・タイプに近いもので台数も少ない。試行錯誤を経てフェンダー・アンプ、ならびにエレクトリック・ギターという存在を世に知らしめることになるツイード・シリーズへと発展していく。

## ツイード・アンプ (Tweed Amps)
1952年頃から1960年頃までの仕様である。当時の旅行カバンにもよく使われた丈夫なツイードでカヴァリングされた、アンプ群である。Champion 600の後継機であるいちばん小さい「Champ」という出力管に6V6を一本、スピーカーは8インチが一基（1x6V6、108と表記される）のモデルから、2x6L6、410という構成の最大機種、「Bassman」であった。このモデルは以降のアンプ・シーンの原点となったモデルであり、マーシャル・アンプはこのモデルのフルコピーからはじまっている。Bassmanという名称から察せられるとおり、じつはベース・アンプとして当初は開発されたのだが、ギタリストに好評を得、いつのまにかギター・アンプということになってしまった。Bassmanを最高のギター・アンプとするギタリストは数多い。現在はフェンダー社で復刻されているために入手が容易である。なお、2x6L6、212仕様であったTwinは、ツイード末期に4x6L6仕様にパワー・アップされ、最終的には最もハイパワーのツイード・アンプとなった。
フェンダー・アンプというとクリーン・サウンドという誤解が生じているが、それは後年のシルヴァーフェイス期のイメージ、あるいはそのひとつ前のブラックフェイス期でも相当な大音量でなければ歪みを得られないツイン・リヴァーブのイメージからくるものである。ツイード期のフェンダー・アンプはびっくりするほどのディストーション・サウンドが得られる。歪みを得るにはヴォリュームを上げるわけだが、出力が小さいアンプのほうが爆音にならずに済むため、歪み重視のプレイヤーには小出力アンプが好まれる傾向がある。例えばエリック・クラプトンはデレク・アンド・ザ・ドミノスのアルバム『いとしのレイラ』のレコーディングにおいて「Champ」を用いている。
ツイード時代初期は黎明期から受け継がれた仕様として、プリアンプ管にはUS 8ピンメタル管の双三極管6SC7、同五極管の6SJ7などが使われたが、徐々に現在の主流であるより小型化されたMT9ピン双三極管、12AX7、12AY7などに置き換えられていった。これらの変更は、特にマイクロフォニックノイズの低減に効果を発揮した。
また、TVフロントと呼ばれる最初期のツイードアンプの回路の特徴として、初段にゼロ・バイアス（グリッドリーク・バイアス）方式、プッシュプルアンプの位相反転回路にPG反転を利用した回路が採用されており、電力増幅段のバイアス方式もカソードバイアス方式であった。これら最初期の回路は、ソリッドエレクトリックギターが世に出る前の設計であり、同社からも発売されていた、スチールギター用の増幅器ととらえたほうが正しい。ただし、回路が原始的という意味ではなく、現在でもこれらの回路を採用しているアンプも存在するが、大きな出力を得ようとした場合にはやや不利な回路である。ツイード時代もワイドパネルと呼ばれる中期、ナローパネルと呼ばれる後期になると、ロックンロールの台頭と共に、いよいよエレクトリックギターに特化された比較的パワーの得やすい回路に変わり、プリアンプ部もより洗練され、位相反転回路はマラード型、電力増幅段のバイアス方式も固定バイアス方式が主流となり、これらの採用の頂点に立つのが、Tweed Twin 5E8-A、Tweed Bassman 5F6-A などである。（5E8-AはP−K分割回路）これらクラスAB級 固定バイアス方式によるプッシュプルアンプは、最終的にはパラレルプッシュプル方式のBig Box Twin 5F8-Aとなり、最大出力80〜100Wまでに達した。これら後期のTweed Ampは、後のギターアンプの模範となり、真空管式ギターアンプの回路としては、この時点でほぼ完成の域に達したと言える。このようにTweed Amp時代に回路は劇的に進化を遂げ、その進化の歴史はそのままエレクトリックギターアンプの進化の歴史と言っても過言ではない。ブラックフェイス時代になると、プリアンプ部分は更に改良され、ビブラートやトレモロ効果をもたらす回路と、真空管ドライブのスプリング式リヴァーブを追加し、フェンダーアンプの黄金期を迎える事になる。現在、市場に出回っている多くのギターアンプは、何らかの形でTWEED期やブラックフェイス期のFENDERアンプの影響を受けているものがほとんどである。

### ツイード・アンプのラインナップ
- Champ: 1x6V6、108
- Princeton: 1x6V6、108
- Harvard: 2x6V6、110
- Vibrolux: 2x6V6、110
- Deluxe: 2x6V6、112
- Tremolux: 2x6V6、112
- Super: 2x6L6、210
- Pro: 2x6L6、115
- Bandmaster: 2x6L6、310
- Bassman: 2x6L6、410 - 初期型は115であったが、すぐに410に仕様変更されている
- Twin: 2x6L6 (最終型では4x6L6となった)、212

## 過渡期 (Transition Amps)
1960年後半から、1964年8月にすべてのアンプがブラックフェイス化されるまでの仕様である。外見的にはホワイトフェイスやブラウンフェイスに変化し、全体の感じは次にくるブラックフェイスとかなり似通ったものとなった。モデルごとにホワイトになったりブラウンになったりバラバラで、なかにはBandmasterのように両方を経験したアンプもあれば、逆にChampのように一切変更を受けず、一挙にブラックフェイスにひとっ飛びしたアンプもある。また、ツマミなど一部だけが新しいものになっていたり、またはその逆の状態で市場に出たものもあり、一括りにはできない、まさに「過渡期」としかいいようのないシリーズである。
外見とは別に、中身は大きく変わった。のちにマーシャル・アンプに全面採用される構造から、まったく新しい回路に変わったのである。一例をいえばこれまでプリアンプ段の最後部に位置していたトーン回路が、初段直後にくるというような変化である。また、この時期から全体のゲインが下がり、より大音量でクリーン・トーンが得やすくなった。言いかたを変えれば多少歪みにくくなったのである。
基本的にツイード時代のモデルが上述の変化を施され存在するが、新しくConcert (2x6L6、410)、Vibroverb (2x6L6、当初210、のちに115)、Showman (4x6L6、Head) が加わっている。既存のモデルもスピーカー・レイアウトやパワー・チューブ構成が変わったものがあり、Tremoluxが2x6L6のヘッドに、Vibroluxが2x6L6の112仕様に、Princetonが2x6V6の110に、Bandmasterがヘッドにと変貌している。

## ブラックフェイス・アンプ (Blackface Amps)
この時期はいわば「ヴィンテイジ・フェンダー」の最終形である。このあと、フェンダー社はCBS傘下になるのだが、世間では「改悪」と呼ばれている変更を受けてしまう。それらのことから、「プリCBS」と呼ばれるこの時期までで、ひと区切りついた、と見られている。リヴァーブとトレモロを装備したモデルが多く、基本的には過渡期が終わって完成したモデル群と見ることができる。
ツイード期に較べるとロウゲインであり、たとえばツインリヴァーブなどは、PAのほとんどなかったこの時代において「歪みのないサウンドをラウドにホール全体に響かせる」というコンセプトであった。そしてそれは大成功したため、歪みポイントまでヴォリュームを上げると地獄のような轟音になってしまう、といわれることになった。結果として、あまり歪みを必要としないジャズ、カントリーのプレイヤーや、エレクトリック・ピアノ・プレイヤーの好むアンプとなり、歪みを求めるブルースやロックンロールのプレイヤーはよりパワーの低い2x6L6のSuper Reverbやさらにロウ・パワーである2X6V6のDeluxe Reverb、あるいはハイゲインであったツイード時代のアンプを使うことになった。
ブラックフェイスのラインナップ
- Champ/Vibro Champ
- Princeton/Princeton Reverb
- Deluxe/Deluxe Reverb
- Super Reverb
- Pro Reverb
- Bandmaster
- Bassman
- ツインリヴァーブ (Twin Reverb)
- Concert
- Vibroverb
- Tremolux
- Vibrolux/Vibrolux Reverb
- Dual Showman

## シルヴァーフェイス・アンプ (Silverface Amps)
CBSがフェンダーのブランド権を買い取り、デザインを変更して販売したものである。基本的にブラックフェイス時代のモデルを引き継いでいるが、いくつかのモデルは製造を引き継がず、販売完了となった。当初は外観のみの変更であったためとくに問題はなかったが、半年ほどするといわゆる「改悪」と称される仕様変更が施された。「楽器用アンプ」という概念がCBSにはなかったため、彼らはギター・プレイヤーたちが好む歪みを「悪」と考えてしまったのである。回路の各所に抵抗を入れたり、パーツをよりオーディオ的なものへと変更していった。一部は固定バイアス方式から自己バイアス方式へ変更された。結果、フェンダー・アンプの売り上げは激減し、会社を退いていたレオ・フェンダーも「元に戻せ」という声明を出した。さらに悪いことには、時代はより歪むアンプを求めていて、新顔のマーシャル・アンプ、そしてメサブギー・アンプ(Mesa Boogie)が台頭しはじめていた。これらのことからこの時代はフェンダー・アンプ不遇の時代であり、のちにメサブギーの回路を模倣したアンプであるSuper Twin Reverbなどを発売したり、アンプ・モディファイで有名なポール・リヴェラと組んでいくつかの新製品を発表したものの評判は得られず、「フェンダー・アンプは使いものにならない」という風評を生んでしまった。フェンダー・ブランドはもともとアンプとギターを等価、もしくはややアンプのほうに力を入れていた（レオ・フェンダーはラジオ修理工から出発した人物でギターは弾かないし、ギター部門はジョージ・フラートンに任せ、自らはアンプ開発に心血を注いでいた）。現にこれ以前はフェンダー・アンプにギブソン・ギターという組み合わせに人気があったりしたのだが、この時代にアンプの評判を落としてしまったことから「フェンダー・アンプはギター屋が片手間に造っているアンプ。やはりアンプ専門のメーカーのものがいい」とまで言われるようになってしまった。

## 1986年以降
フェンダーの経営がCBSから現在のウィリアム・シュルツ率いるFender Music Instrumentsに移り、「黄金期をふたたび」「原点に還る」というコンセプトでアンプ・ラインナップの再構築が行われた。まずはSuper、Concert、The Twinという三種の新アンプを発表。つづいて名機Bassman (ツイード末期の '59モデル)、Twin Reverb (ブラックフェイス末期の '65モデル)、Vibroverb (過渡期のブラウンフェイス、'63モデル) の三種を完全復刻し、レギュラー・ラインに加えた。次いで1993年にはカスタム・シリーズとして歴代フェンダー・アンプの中でベスト・モデルと賞賛されるヴァイブロキング (Vibro-King) を発表。同時にTone-Master、Rubble-Bass、Prosonicなどもリリースされ、第二の黄金時代の幕開けを思わせた。以降もHot Rodシリーズや、1957年仕様のツイード・ツインを発表するなど、その流れは現在でも続いている。2007年にはこれまでの技術の蓄積の総決算であるSuper-Sonicを完成させ、アンプ専門各誌から大絶賛を浴びた。